# Хагига ба-Снукер
«Хагига ба-Снукер» (ивр. חגיגה בסנוקר‎, «Весёлый снукер», Оригинальное название: Снукер) — израильский художественный фильм 1975 года режиссёра Боаза Давидзона и звёзд израильских комедий — Зеев Ревах и Иехуда Баркан.

## Сюжет
Это история двух близнецов — Азриэль и Гавриэль (обоих играет Йеуда Баркан). Азриэль является застенчивым и религиозным евреем, который работает в небольшом магазине, продающем фрукты в городе Яффо. Гавриэль — хулиган, бездельник и карманник, который руководит клубом регби. Гавриэль и его друг Ханука пытаются заработать «лёгкие» деньги путём обмана ни в чём не повинных людей, привлекая их к азартным играм. Однажды Гавриэль вынужден возобновить контакт со своим братом, потому что тот не в ладах с преступником, который выиграл пари на снукер, и единственный способ Гавриэля расплатиться по счетам — продажа родового имения, которым он владеет вместе с братом.

## Персонажи
- Гавриэль (Гаври) Леви (Иехуда Баркан) — брат Азриэля. Менеджер клуба регби.
- Азриэль Леви (Иехуда Баркан) — брат Гавриэля. Честный, праведный и чистый. Один из поклонников дочери раввина.
- Ханука (Зеев Ревах) — друг Гавриэля. Узнав, что Гавриэль не может продать свою квартиру, пока Азриэль не женится, маскируется под раввина Хануку Бен Моше Алеви (ивр. רבי חנוכה בן משה הלוי‎), который решит проблему двух братьев.
- Сальвадор (Йосеф Шилоах) — Дядя Мушона. Миллионер и мафиози. был одним из основных проблем Гавриэля.
- Мушон (Тувья Цафир) — племянник Сальвадора. Глупый, рассеянный и некомпетентный. Один из поклонников дочери раввина. Если у него есть проблемы, то Сальвадор уже справится с ними.
- Йона Шемеш (Ница Шауль) — дочь раввина.
- Раввин Йосеф Шемеш (Яаков Банай) — отец Йоны. Наполовину глух, наполовину глуп.
- Яаков Хальфон (Арье Элиас) — пенсионер. Член клуба регби Гавриэля. Хитрый и циничный.
- Инал Рабак Аху Шармутан (Моско Алкалай) — владелец магазина фруктов, босс Азриэля.
- Рики (Талия Шапира) — неловкая официантка в клубе регби Гавриэля. Постоянно роняет тарелки.
- Джеральдин Сальвадор (Далия Пенн) — Жена Сальвадора.
- Кармела Шемеш (Тиква Азиз) — жена Раввина.

## Съёмочная группа
- Продюсер — Симха Звулони
- Авторы Сценария — Эли Тавор, Ури дан
- Режиссёр — Боаз Дэвидсон
- Исполнительный продюсер — Бени Звулони
- Композитор — Мати Каспи
- Директор картины — Игаль Исраэли
- Ассистент режиссёра — Ицхак Йосфиан
- Звукооператор — Ян Вербер
- Ассистентка продюсера — Сима Айнштейн
- Реквизитор — Йцхак Пинхассов
- Гример — Хана Хальфон
- Художники-декораторы — Зеев Лихтер, Ривга Маген
- Фотограф — Йони Аменахем
- Костюмерша — Зива Гай
- Оператор-постановщик — Давид Гурфинкель
- Монтажер — Алейн Якобубич